# Damian Müller
Damian Müller (Ermensee, 25 oktober 1984) is een Zwitsers politicus voor de Vrijzinnig-Democratische Partij.De Liberalen (FDP/PLR) uit het kanton Luzern. Hij zetelt sinds 2015 in de Kantonsraad.

## Biografie
Damian Müller werd bij de parlementsverkiezingen van 2015 voor het eerst verkozen in de Kantonsraad, in opvolging van zijn partijgenoot Georges Theiler. Hij was op dat moment de jongste verkozene.
Bij de parlementsverkiezingen van 2019 werd hij herverkozen.